# More than This (One Direction)
More than This is een nummer van de Brits-Ierse boyband One Direction. Het werd op 25 mei 2012 uitgebracht als vierde single van hun debuutalbum Up All Night. Het nummer is geschreven door Jamie Scott en geproduceerd door Brian Rawling en Paul Meehan. De single is uitgebracht als een 1 track cd-single en als een 5 track cd-single.

## Hitnoteringen
| Hitlijst            | Datum van binnenkomst | Hoogste positie | Aantal weken | Laatste notering |
| ------------------- | --------------------- | --------------- | ------------ | ---------------- |
| Australische Top 50 | 27-05-2012            | 49              | 1            | 27-05-2012       |
| Ierse Top 100       | 24-05-2012            | 39              | 4            | 14-06-2012       |